# Meganyctiphanes norvegica
Il krill (Meganyctiphanes norvegica (M. Sars, 1857)), conosciuto comunemente come krill nordico o krill del Nord, è un crostaceo appartenente alla famiglia Euphausiidae diffuso nelle acque dell'Atlantico nord. È un importante componente dello zooplancton e funge da nutrimento per altri animali come balene, pesci e uccelli. Nell'Oceano antartico il krill antartico compie un ruolo simile.
Questa specie è l'unica appartenente al genere Meganyctiphanes.